# خارزیان
خارزیان (نام علمی: Echinozoa) نام یک زیرشاخه از شاخه خارپوستان است.